# 千歲市
千歲市（日语：／ Chitose shi */?）是位于北海道石狩振興局南部的一個城市，為新千歲機場的所在地，因此也成為北海道的物流集散地。西部為以支笏湖為中心的山區，東部為石狩平原，緊鄰馬追丘陵，人口主要集中在中部鐵路沿線區域。千歲市擁有豐富的水資源，當地的內別川泉水被認定為名水百選之一。由於日本陸上自衛隊的第7師團以及航空自衛隊的第2航空團的駐地皆在此，因此全市9萬多的人口中，約有三萬人從事自衛隊相關之工作。包括國際航班在內，每年進出新千歲機場的旅客數量約達1,500萬人次。
過去此地被阿伊努族稱為「si-kot」，意思是大的窪地或山谷，與支笏湖的湖名同源。但是在日文發音中與「死骨」同音；而當時有許多鶴棲息於此，配合「千年鶴、萬年龜」的故事，因此在1805年正式將此地命名為「千歲」。

## 歷史
- 1805年：箱舘奉行羽太正養正式將此地命名為「千歳」。[8]
- 1880年：設置千歲郡各村戶長役場，下轄千歲村、烏柵舞村、長都村、蘭越村、漁村、島松村。
- 1897年：漁村和島松村自千歲郡各村戶長役場中分村，另行設置漁村外一村戶長役場（現在的惠庭市）。
- 1915年4月1日：千歲村、烏柵舞村、長都村、蘭越村合併為千歲村，並成為北海道二級村。
- 1926年8月：北海道鐵道開通，同時設置千歲停車場（現在的千歲車站）和美美停車場（現在的美美車站）。
- 1939年4月1日：成為北海道一級村。
- 1942年5月1日：改制為千歲町。
- 1958年7月1日：改制為千歲市。
- 1988年：新千歲機場開始營運。

## 產業
當地產業除了住宿、飲食服務業和運輸、郵政業的比例高之外，其特徵是製造業的員工數構成比例高。 這是因為千歲市有支笏湖等觀光地，新千歲機場的使用者住宿較多。

## 行政

### 歷任首長
戶長（1880年-1915年）
- 第一任：石山專藏
- 第二任：秦一明
- 第三任：石山專藏（暫時代理）
- 第四任：太尾長祥
- 第五任：下宮良平
- 第六任：三木勉
- 第七任：常葉隆久
- 第八任：增川兵藏
- 第九任：岩田秀雅
- 第十任：橘莞爾
- 第十一任：岩田外喜男
- 第十二任：福士武美
- 第十三任：中川種次郎
- 第十四任：深田猪七郎
- 第十五任：國谷清之助
- 第十六任：川村隆吾
- 第十七任：間山俊助

村長（1915年-1942年）
- 第初任：間山俊助
- 第二任：山田旦
- 第三任：後藤彌次郎
- 第四任：山田旦
- 第五任：川合新三郎
- 第六任：鹿目德親
- 第七任：清水良作
- 第八任：畠山定吉
- 第九任：畠山定吉（暫時代理者）
- 第十任：高橋鋼三郎（職務管掌）
- 第十一任：岡本幸信

町長（1942年-1958年）
- 第初任：岡本幸信
- 第二任：舛田岩雄（暫時代理者）
- 第三任：中川種次郎（暫時代理者）
- 第四任：山崎友吉

市長（1958年-現在）
- 第初任：山崎友吉
- 第二任：米田忠雄
- 第三任：東峰元次
- 第四任：梅澤健三
- 第五任：東川孝
- 第六任：山口幸太郎（現任）

## 交通

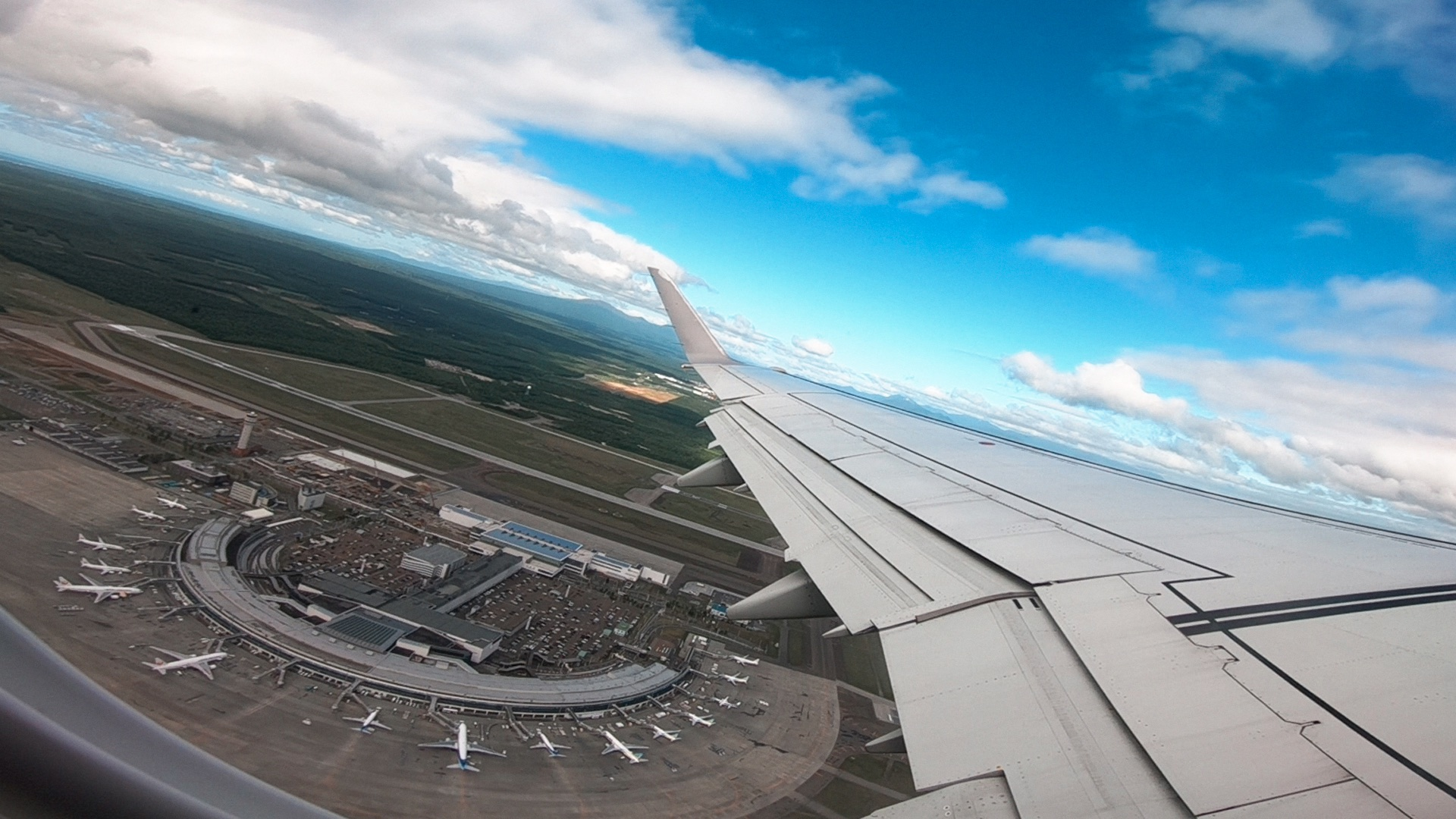
新千歲機場

千歲市除了擁有機場外，還靠近高速公路（北海道高速公路和道東高速公路）和港口（苫小牧港），因此擁有集中的工業園區。搭乘汽車（使用高速公路）約1小時或搭乘電車（特急或快速列車）約30至40分鐘即可到達札幌市中心。

### 機場
- 新千歲機場

### 鐵路
- 北海道旅客鐵道
  - 千歲線（本線）：南千歲車站 - 千歲車站 - 長都車站
  - 千歲線（支線）：新千歲機場車站 - 南千歲車站
  - 石勝線：南千歲車站
  - 室蘭本線：從轄區東部通過，但未在轄區內設置車站。

- 南千歲車站
- 千歲車站
- 長都車站

### 道路

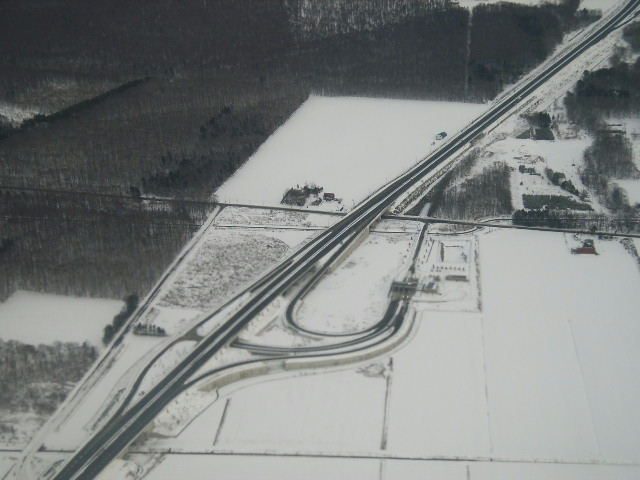
千歲東交流道

| 高速道路 - 道央自動車道：新千歲機場交流道 - 千歲交流道 - 千歲惠庭交流道 - 道東自動車道：千歲惠庭交流道- 千歲東交流道 - 木臼休息區 一般國道 - 國道36號 - 國道234號 - 國道274號 - 國道276號 - 國道337號 - 國道453號 | 主要地方道 - 北海道道10號千歲鵡川線 - 北海道道16號支笏湖公園線 - 北海道道77號千歲內環線 - 北海道道78號支笏湖線 - 北海道道130號新千歲機場線 - 北海道道141號樽前錦岡線 道道 - 北海道道226號舞鶴追分線 - 北海道道258號早來千歲線 - 北海道道600號島松千歲線 - 北海道道730號丸駒線 - 北海道道870號幌內三川停車場線 - 北海道道872號支笏湖公園自転車道線 - 北海道道967號馬追原野北信濃線 - 北海道道1091號泉澤新千歲機場線 - 北海道道1149號南千歲停車場線 |

## 觀光
| - 支笏湖 - オコタンペ湖（北海道三大秘湖之ㄧ） - 樽前山 - 支笏湖溫泉 - 丸駒溫泉 - 千歲湖 - 千岁矿山 - 千歲鮭魚故鄉館 - 箱根牧場 - キウス周堤墓群 | - 千歳、支笏冰濤祭 - 千歳基地航空祭 - 東千歳駐屯地創立記念祭 |

## 教育

### 大學
- 千歲科學技術大學

### 高等學校
| - 道立北海道千歲高等學校 | - 道立北海道千歲北陽高等學校（页面存档备份，存于） |

### 中學
| - 千歲市立青葉中學校 - 千歲市立駒里小中學校 - 千歲市立向陽台中學校 | - 千歲市立真町中學校 - 千歲市立千歲中學校（页面存档备份，存于） - 千歲市立富丘中學校（页面存档备份，存于） | - 千歲市立東千歲中學校 - 千歲市立北進小中學校 - 千歲市立北斗中學校 |

### 小學
| - 千歲市立泉澤小學校 - 千歲市立駒里小中學校 - 千歲市立向陽台小學校 - 千歲市立櫻木小學校 - 千歲市立支笏湖小學校 - 千歲市立信濃小學校 | - 千歲市立祝梅小學校 - 千歲市立末廣小學校（页面存档备份，存于） - 千歲市立高台小學校（页面存档备份，存于） - 千歲市立千歲小學校（页面存档备份，存于） - 千歲市立千歲第二小學校 - 千歲市立東小學校 | - 千歲市立日之出小學校 - 千歲市立北榮小學校 - 千歲市立北進小中學校 - 千歲市立北陽小學校（页面存档备份，存于） - 千歲市立綠小學校 |

## 姊妹市・友好都市

### 日本
- 指宿市（鹿兒島縣）：姊妹都市

### 海外
- 安克拉治（美國 阿拉斯加州）：姊妹都市[10]
- 孔斯貝格（挪威 布斯克呂郡）：友好親善都市
- 長春市（中華人民共和國 吉林省）：友好親善都市

## 本地出身之名人
- 宇野章午：北海道文化放送播音員
- 忍足亜希子：女演員
- KEI：插畫家、虛擬女性歌手軟體初音未來之人物造型設計者
- 今野宏美：声优
- 佐藤友哉：小説家
- 佐藤誠：職業棒球選手
- 千代大海龍二：大相撲力士、前大關，現為九重部屋親方
- 鈴木愛奈、花井美春：声优、歌手，亲姐妹

## 外部連結
- （繁體中文）千歲市官方網頁（页面存档备份，存于）
- （英文）千歲市官方網頁（页面存档备份，存于）
- （日語）千歲觀光聯盟（页面存档备份，存于）
- （日語）千歲鮭魚故鄉館（页面存档备份，存于）
- （日語）千歲商工會議所（页面存档备份，存于）
- （日語）千歲青年會議所（页面存档备份，存于）
- （日語）支笏湖溫泉旅館聯合會（页面存档备份，存于）
- （日語）千歲市工業區（页面存档备份，存于）